# Sebek

Sobek

Sobek  var i egyptisk mytologi flodernas och sjöarnas gud.
Sobek, som gestaltades som en krokodil eller en man med krokodilhuvud, förknippades också med solen, och därmed också med Ra och Amon-Ra. I.o.m. sin krokodilgestalt har han också en förbindelse med guden Set. 
Maka var en av krokodilgudens inkarnationer. Maka gestaltades som en väldig orm och omnämns som den som försökte hindra solguden Ras färd med solbåten.
Jämför Sokar. 